# کنتارو ایشیکاوا
کنتارو ایشیکاوا (انگلیسی: Kentaro Ishikawa؛ زادهٔ ۱۲ فوریهٔ ۱۹۷۰) بازیکن فوتبال اهل ژاپن است.
از باشگاه‌هایی که در آن بازی کرده‌است می‌توان به باشگاه فوتبال کاشیوا ریسول اشاره کرد.